# Inês Costa
Inês Costa (Lisboa, 17 de Julho de 1993)  é uma actriz portuguesa.
Destacou-se na última temporada da série Morangos com Açúcar entre 2011 e 2012. Desde 2013 pertence ao elenco principal de Os Nossos Dias. O seu último trabalho, em 2014, foi em O Beijo do Escorpião, novela na qual fez o papel de Benedita, integrando assim o elenco adicional desta novela.

## Filmografia
- Um Tiro no Escuro (2005)[3]
- Deste Lado da Ressurreição (2011)

## Teatro
- Pertenceu ao Grupo de Teatro Infantil Animarte no período de 2005 a 2007[4].